# Гаплогруппа G (Y-ДНК)
Гаплогру́ппа G (G-M201) — патрилинейная наследственность, характеризуемая Y-хромосомной мутацией-маркером М201, возникшая на Ближнем или Среднем Востоке в верхнем палеолите 48,5 тыс. лет назад из макрогруппы F. Последний общий предок современных носителей гаплогруппы G жил 26 700 лет назад (даты определены по снипам компанией YFull).
В настоящее время гаплогруппа G наиболее распространена на западном Кавказе, а также с умеренной частотой встречается по южной Европе и юго-западной Азии.
В ходе неолитических миграций гаплогруппа G распространилась с Передней Азии по Европе и на восток до Индостана.

## Возникновение и расселение

### Место появления
Наибольшее генетическое разнообразие внутри группы G (то есть количество субклад) встречается на Среднем Востоке, что позволяет предположить её возникновение в этом районе. Во времена появления гаплогруппы G — около 30 тысяч лет назад (верхний палеолит, последний ледниковый максимум) — все люди были охотниками-собирателями, жившими в большинстве случаев небольшими кочевыми или полукочевыми племенами.

### G1
Появилась 26,5 тыс. лет назад из макрогруппы G. Последний общий предок современных носителей гаплогруппы G-1 жил 19 400 лет назад (даты определены по снипам компанией YFull).

### G2
Появилась 26,5 тыс. лет назад из макрогруппы G. Последний общий предок современных носителей гаплогруппы G-2 жил 20 600 лет назад (даты определены по снипам компанией YFull).

## Распространение в современных популяциях
В наши дни гаплогруппу G встречают повсюду от Кавказа, Западной и Южной Европы и северо-западной Африки до Средней Азии, Индии и восточной Африки, хотя везде с низкой частотностью (обычно между 1 и 10 % от популяции). Исключениями являются западный Кавказ и аргыны Казахстана. Также встречается у турок и армян с частотой 11 %.

### Кавказ
Гаплогруппа G, субклад G2 широко распространен на Кавказе в некоторых популяциях до 70 % и выше, в особенности у дидойцев, лезгин, грузин (включая сванов и мегрелов), адыгов, абхазов, осетин, карачаевцев, балкарцев. Гаплогруппа G по трудам грузинского учёного генетика Насидзе хорошо представлена у осетин дигорцев, осетин ардонцев (алагирцы), рутульцев, лезгин Дагестана, ингушей, грузин, абазин, кабардинцев, азербайджанцев, в минимальной степени также есть у чеченцев и даргинцев.
Дагестан
- Горские евреи (Дербентский район) — 36,8 % (19)[4]
- Таты-мусульмане (Kizmaljar) — 5,0 % (20)[4]
  - Рутульцы
    - Лезгины

Осетия
- Северные осетины ― 69,7 % (132)[5]
  - Алагир — 75 % (24); Ардон — 21 % (28); Дигора — 74 % (31); Заманкул — 60,9 % (23); Зильги — 56,5 % (23)[6]
- Южные осетины ― 43,5 % (23)[5]

Чечня - 10-20 % .
Найден среди тейпов
- Чинхой
- Гендаргеной
- Билтой
- Мелардой
- Цадахарой
- Салой
- Арг1аной
- Вашиндарой
- Аьккхий
- Шарой
- 1алларой
- Ц1онтарой
- Анастой
- Ц1ечой
- Энгеной
- Эг1ашбатой
  - Хиндой
  - Буосой

и так далее. Чеченский учёный генетик Хусейн Чокаев объявил информацию: Коренной горный аккинец, чеченец и потомок основателя горно-аккинского общества в Чечне Воккхала-Пулы оказался носителем G2a1. Чеченский историк Лёма Центороев писал, что аккинцы делятся на аборигенных коренных и выходцев из Шемы, коренные аккинцы это потомки Вокка Пулы.

### Европа
В Европе гаплогруппа G встречается редко (менее 5 % в целом по континенту) и представлена в центральной её части отдельной подгруппой G2b. G2a составляет от 5 до 10 % населения средиземноморских европейских стран, но очень редка в северной Европе.
Единственные районы в Европе, где группа G превышает 10 % населения, — это Кантабрия, Тироль, юг и центр Италии (центральные и южные Апеннинские горы), Сардиния, центральная Греция (Фессалия) и Крит — всё это гористые и относительно изолированные области.

#### Восточная Европа
Венгрия
Бодрогкёз — 2,0 % (147)

#### Центральная Европа
Австрия
Тироль
- sample-1g — 11,35 % (2379)
- sample-3g — 12,54 % (1579)

Хорватия
хорваты — 4,2 % (451)
Далматинские острова
- Корчула — 10,6 % (132); Брач — 6,4 % (47); Хвар — 1,1 % (91); Крк — 0,0 % (73)

### Азия
В странах Азии гаплогруппа G с частотой 10—20 % встречается у иранских персов, пуштунов и калашей. Встречается у иракских арабов и у курдов с частотой около 10 %, у узбеков с частотой 8.6%. Самое большое скопление разновидностей гаплогруппы находится в Ливане (Финикия). Очень высока частота встречаемости гаплогруппы G1а2 среди аргынов Казахстана (около 80 %).

#### Передняя Азия
Ирак
- болотные арабы ― 1,4 % (143)[14]
- иракцы ― 1,9 % (154)[14]

Иран
- курды ― 8,0 % (25)[15]
- персы ― 10,4 % (77)[15]

#### Центральная Азия
Таджикистан
- таджики ― 5,0 % (40)[15]

#### Южная Азия
Индия
Северная Индия
- Кашмирские пандиты (брахманы) — 1,96 % (51)
- Пенджаб (брахманы) — 3,57 % (49)

Восточная Индия
- Бихар (paswan) — 11,11 % (27)

Западная Индия
- Махараштра (брахманы) — 3,33 % (32)
- Гуджарат (брахманы) — 10,94 % (64)

## Палеогенетика
Список палео-днк с субкладом G Альтернативный список палео-днк с субкладом G
У обитателя иранской пещеры Везмех (en:Wezmeh), жившего 7455—7082 лет до н. э., определили G2b (FGC7335).
G2a2 обнаружили у экземпляров из турецких местонахождений Barcın и Фикиртепе (ок. 6500—6200 лет до н. э., неолит) и в старчево-кришской культуре (ок. 5600 лет до н. э.).
G2a2a1 (G2a-PF3148) определили у неолитического образца I4893 (4446—4347 лет до н. э.) из пражского района Кобылисы (Чехия).
У найденного на севере Греции (ном Козани) неолитического фермера Kleitos 10, жившего 4230—3995 лет до н. э., определили G2a2a1a2-L91*.
G определили у образца ART004/H238 S156 из Арслантепе(Батталгази, Малатья (ил), Турция, Древний Ближний Восток 3758-3642 calBCE (4906 ±26 BP, MAMS-33534)), H.
G2a1b2-PF3146 обнаружили у мумии Эци, возраст которой составляет примерно 5300 лет.
G2-L156 определили у минойского образца Pta08 эпохи ранней бронзы (Петрас, Early Minoan, 2849—2621 лет до н. э.).
G2b определили у представителя куро-араксской культуры (4500 лет до настоящего времени).
G определили у образца A80410 (салтово-маяцкая культура, Подгоровский могильник, кат.11 п.3, Вейделевский район, Белгородская область, Россия, VIII–IX века.
G1b-L830 определили у образца B2_B5 (XVIII век) из Казахстана.

## Гаплогруппы Y-ДНК
Дерево гаплогрупп Y-ДНК выглядит следующим образом:

## Публикации
2004
- Nasidze I; Quinque D; Dupanloup I; Rychkov S; Naumova O; Zhukova O; Stoneking M. (2004 November). Genetic Evidence Concerning the Origins of South and North Ossetians. Annals of Human Genetics. 68 (6): 588–599. doi:10.1046/j.1529-8817.2004.00131.x. PMID 15598217. {{cite journal}}: Проверьте значение даты: |date= (справка)

2005
- Pericić M; Barać Lauc L; Martinović Klarić I; Janićijević B; Rudan P. (2005 August). Review of Croatian genetic heritage as revealed by mitochondrial DNA and Y chromosomal lineages (PDF). Croatian Medical Journal. 46 (4): 502–513. PMID 16100752. {{cite journal}}: Проверьте значение даты: |date= (справка)

2009
- Sharma S, Rai E, Sharma P, Jena M, Singh S, Darvishi K, Bhat AK, Bhanwer AJ, Tiwari PK, Bamezai RN. (2009 January). The Indian origin of paternal haplogroup R1a1* substantiates the autochthonous origin of Brahmins and the caste system. Journal of Human Genetics. 54 (1): 47–55. doi:10.1038/jhg.2008.2. PMID 19158816. {{cite journal}}: Проверьте значение даты: |date= (справка)Википедия:Обслуживание CS1 (множественные имена: authors list) (ссылка)
- Sims LM; Garvey D; Ballantyne J. (2009 June). Improved Resolution Haplogroup G Phylogeny in the Y Chromosome, Revealed by a Set of Newly Characterized SNPs. PLOS One. 4 (6): e5792. doi:10.1371/journal.pone.0005792. PMC 2686153. PMID 19495413. {{cite journal}}: Проверьте значение даты: |date= (справка)Википедия:Обслуживание CS1 (не помеченный открытым DOI) (ссылка)

2011
- Al-Zahery N, Pala M, Battaglia V, et al. (October 2011). In search of the genetic footprints of Sumerians: a survey of Y-chromosome and mtDNA variation in the Marsh Arabs of Iraq. BMC Evolutionary Biology. 11: 288. doi:10.1186/1471-2148-11-288. PMC 3215667. PMID 21970613.{{cite journal}}:  Википедия:Обслуживание CS1 (не помеченный открытым DOI) (ссылка)

2012
- Bertoncini S; Bulayeva K; Ferri G; Pagani L; Caciagli L; Taglioli L; Semyonov I; Bulayev O; Paoli G; Tofanelli S. (2012 July/August). The dual origin of tati-speakers from dagestan as written in the genealogy of uniparental variants. American Journal of Human Biology. 24 (4): 391–399. doi:10.1002/ajhb.22220. PMID 22275152. {{cite journal}}: Проверьте значение даты: |date= (справка)
- Rootsi S, Myres NM, Lin AA; et al. (2012 December). Distinguishing the co-ancestries of haplogroup G Y-chromosomes in the populations of Europe and the Caucasus. European Journal of Human Genetics. 20 (12): 1275–1282. doi:10.1038/ejhg.2012.86. PMC 3499744. PMID 22588667. {{cite journal}}: Проверьте значение даты: |date= (справка); Явное указание et al. в: |author= (справка)Википедия:Обслуживание CS1 (множественные имена: authors list) (ссылка)

2013
- Malyarchuk B, Derenko M, Wozniak M, Grzybowski T (January 2013). Y-chromosome variation in Tajiks and Iranians. Annals of Human Biology. 40 (1): 48–54. doi:10.3109/03014460.2012.747628. PMID 23198991.
- Berger B, Niederstätter H, Erhart D, Gassner C, Schennach H, Parson W. (2013 September). High resolution mapping of Y haplogroup G in Tyrol (Austria). Forensic Science International: Genetics. 7 (5): 529–536. doi:10.1016/j.fsigen.2013.05.013. PMID 23948323. {{cite journal}}: Проверьте значение даты: |date= (справка)Википедия:Обслуживание CS1 (множественные имена: authors list) (ссылка)

2017
- Pamjav H; Fóthi Á; Fehér T; Fóthi E. (2017 August). A study of the Bodrogköz population in north-eastern Hungary by Y chromosomal haplotypes and haplogroups. Molecular Genetics and Genomics. 292 (4): 883–894. doi:10.1007/s00438-017-1319-z. PMID 28409264. {{cite journal}}: Проверьте значение даты: |date= (справка)

2018
- Афанасьев Г. Е., Коробов Д. С. Северокавказские аланы по данным палеогенетики // Этногенез и этническая история народов Кавказа. — Грозный, 2018. — С. 180—191. — ISBN 978-5-4314-0346-0.

2020
- Skourtanioti E, Erdal YS, Frangipane M; et al. (2020 May). Genomic History of Neolithic to Bronze Age Anatolia, Northern Levant, and Southern Caucasus. Cell. 181 (5): 1158-1175.e28. doi:10.1016/j.cell.2020.04.044. PMID 32470401. {{cite journal}}: Проверьте значение даты: |date= (справка); Явное указание et al. в: |author= (справка)Википедия:Обслуживание CS1 (множественные имена: authors list) (ссылка)